# Alameda (groupe)
Pour les articles homonymes, voir Alameda.
Alameda est un groupe de rock progressif espagnol, originaire de Séville. Il est principalement actif dans les années 1970 et séparé en 1999.

## Biographie
Le groupe est formé en 1977 après la rencontre de ses membres au Conservatorio Superior de Música de Séville. Les frères Marinelli apportent de nouvelles expériences sur les claviers, à la fois avec le piano traditionnel, le Moog et le Mellotron. L'un des membres d'Alameda, Luis Moreno, est un ancien membre, avec Eduardo Rodríguez Rodway, fondateur de Triana, du groupe Los Payos. Un autre de ses membres, Pepe Roca, était membre du groupe Tartessos.
Ils enregistrent leur première démo, produite par Ricardo Pachón dans son studio El Aljarafe. Peu de temps après, Gonzalo García Pelayo obtient leur premier contrat d'enregistrement en 1979, quatre ans après la création de Triana, qui a jeté les bases du dit « rock andalou ».
La sortie de leur premier album studio, Alameda, est un succès commercial et les mène à être certifié disque d'or. Il comprend des classiques du groupe tels que El Amanecer en el puerto, Aires de la Alameda et Matices. Leur deuxième album studio, Misterioso Manantial (1980), comprend le morceau Dos Amores. Leur troisième album studio, Aire Cálido De abril (1981), comprend Sangre Caliente. En 1983 sort leur quatrième album studio, Noche andaluza. Après la sortie de l'album, le groupe se dissout.

## Style musical
Alameda est à ses débuts un soupçon de clonage du groupe Triana, ses fondements musicaux étant les mêmes (reprise d'éléments issus du rock progressif et du flamenco). Malgré ces comparaisons avec Triana, Alameda a toujours eu un style qui le distingue, un flamenco plus enraciné et des guitares moins distordues.

## Discographie

### Albums studio
- 1979 : Alameda
- 1980 : Misterioso manantial
- 1981 : Aire cálido de abril
- 1983 : Noche andaluza
- 1994 : Dunas
- 1995 : Ilusiones
- 2008 : Calle arriba

### Compilations
- 1999 : Concierto - 20 Aniversario (double album live)
- 2003 : Todas las Grabaciones en CBS 1979-1983 (double album)